# Antélias
Antélias est une localité du Liban située à 5 kilomètres au nord de Beyrouth. La majorité des habitants sont chrétiens. Elle est le siège du Catholicossat arménien de Cilicie.

## Étymologie
Le nom Antélias est d'origine grecque de « ἀντήλιος » qui vient de « ἀντί » (anti) qui veut dire « contre », et « ἥλιος » (helios) qui veut dire « soleil », ce qui signifie qui fait « face au soleil ».

## Géographie
Antelias se compose de deux secteurs, l’un sur la plaine côtière et fertile et l’autre plus à l’Est montagneux avec ses nombreuses collines. Il y a également une plaine plus étroite le long du fleuve d'Antelias, qui provient du ruisseau Fawar qui a une orientation Est-Ouest et qui se déverse en mer Méditerranée.
Jusqu'au début des années 1990, la plaine côtière d'Antelias était composée de vastes terrains agricoles plantés avec des bananiers et des orangers. En fait, Il y avait peu d’immeubles ou de maisons dans la plaine côtière. Les rives le long du fleuve d'Antélias étaient également plantées d'orangers.
En raison de l’urbanisation galopante qui a eu cours depuis les trente dernières années, la plupart des secteurs verts et agricoles ont été rasés et remplacés par des bâtiments résidentiels et commerciaux. Ce développement urbain qui s’est fait sans véritables normes en raison de la guerre, créa de nombreuses conséquences environnementales sérieuses dans ce secteur.

## Emplacement stratégique
Antelias est considérée comme la porte d’entrée aux régions montagneuses dites du Haut-Metn. Le Metn est l'une des régions les plus prospères du Liban, qui comporte un grand nombre d'usines, de centres commerciaux et d'institutions académiques supérieures.
L’emplacement d’Antélias à mi-chemin entre Beyrouth et la ville de Jounieh et son emplacement sur l’autoroute côtière, point de passage obligée pour les villes du Nord (Tripoli, Zghorta, et Batroun), crée une circulation quotidienne importante.
Comme précédemment indiqué, Antelias est le passage vers le Haut-Metn, c’est-à-dire entre autres : Bikfaya, Dhour Choueir, Baskinta et Antoura. On peut admirer toutes les résidences d'été renommées et les stations balnéaires le long de la route d'Antelias-Bikfaya. Pour toutes ces raisons, Antélias joue un rôle pivot.

## Intérêt commercial
La ville d’Antélias abrite un grand nombre de centres commerciaux tel que : le centre St-Elie, le supermarché Spinneys, et le Centre d'ABC. La ville comporte de nombreuses banques, plusieurs pharmacies (dont Pharmacie Batrouni et Pharmacie Antélias) ainsi qu’une importante agence de voyages (Eid).

## Attraits touristiques et culturels

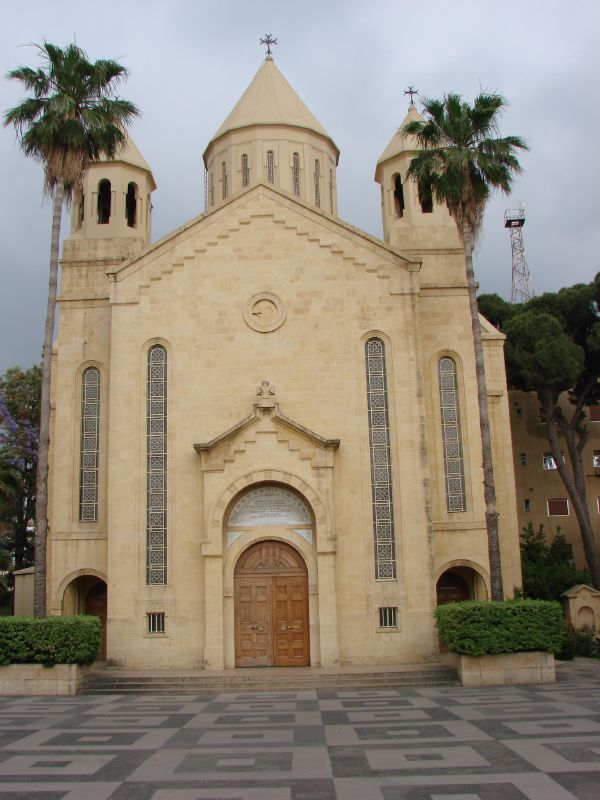
La cathédrale Saint-Grégoire-l'Illuminateur (1940), siège du Catholicossat arménien de Cilicie

Antélias abrite une large marina et un front de mer avec une plage qui sert d'attraction touristique pour les régions environnantes. La présence du Catholicossat arménien de Cilicie contribue grandement au rayonnement de cette localité, notamment par le musée Cilicie inauguré en 1998, qui rassemble des trésors culturels du patrimoine arménien.

## Importance archéologique
La grotte du Ksar Akil découverte en 1923 renferme plusieurs milliers d'outils préhistoriques.